# Harry Potter in Feniksov red (film)
Harry Potter in Feniksov red (izvirno angleško Harry Potter and the Order of the Phoenix) je fantazijski film, posnet leta 2007 po istoimenskem romanu pisateljice J. K. Rowling.